# Tramlijn 4 (Haaglanden)

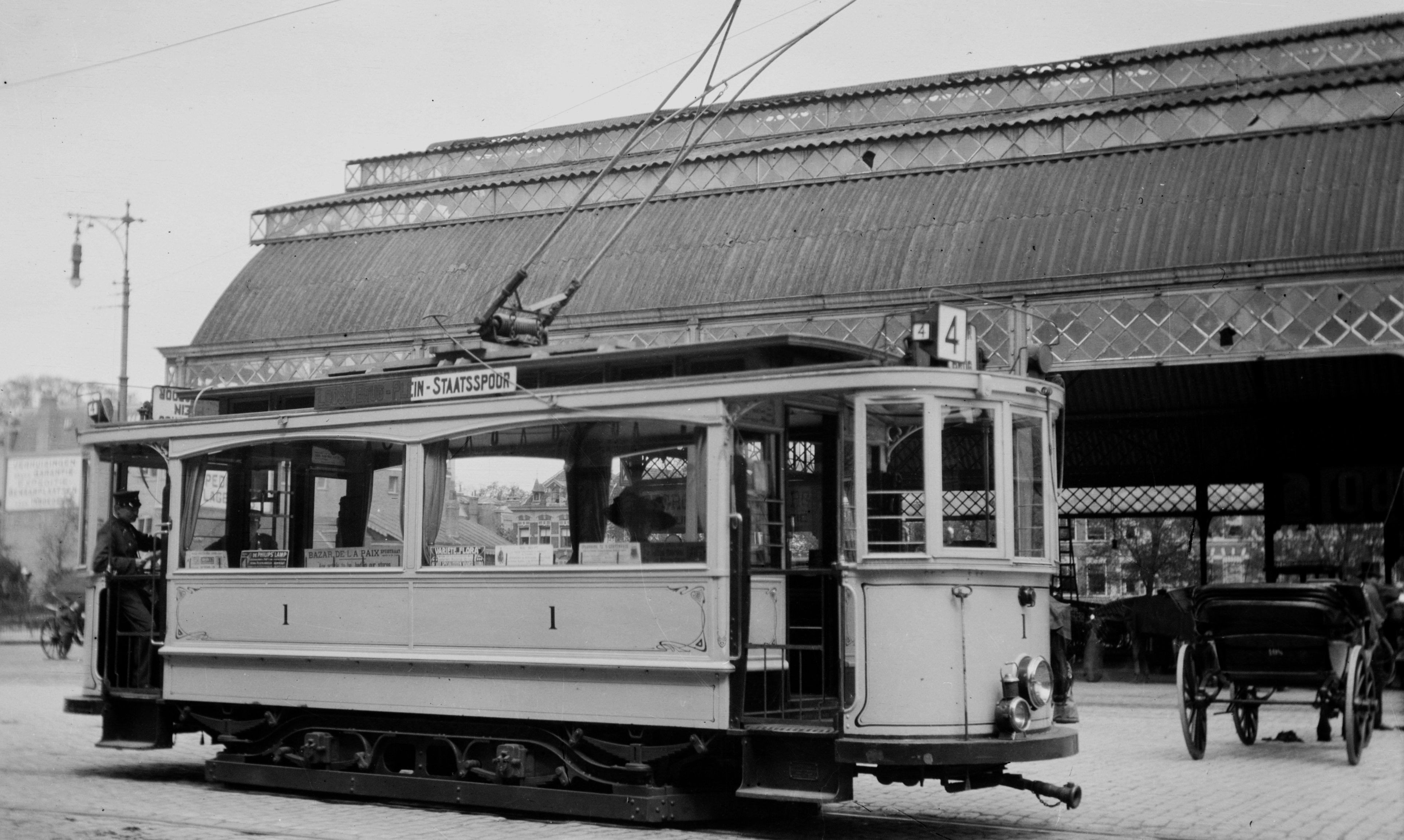
Lijn 4 met de allereerste Haagse elektrische trammotorwagen nr. 1, gefotografeerd in de periode 1907-1912 voor het Station Staatsspoor.

Tramlijn 4 van de HTM is een voormalige tramlijn in de regio Haaglanden.

Van 1947 t/m 1959 werd een gedeelte van het traject ook bereden met de lijnnummer "4A".

Sinds 29 oktober 2006 exploiteert de HTM een lijn van RandstadRail met lijnnummer 4.

## Geschiedenis

### 1907-1937

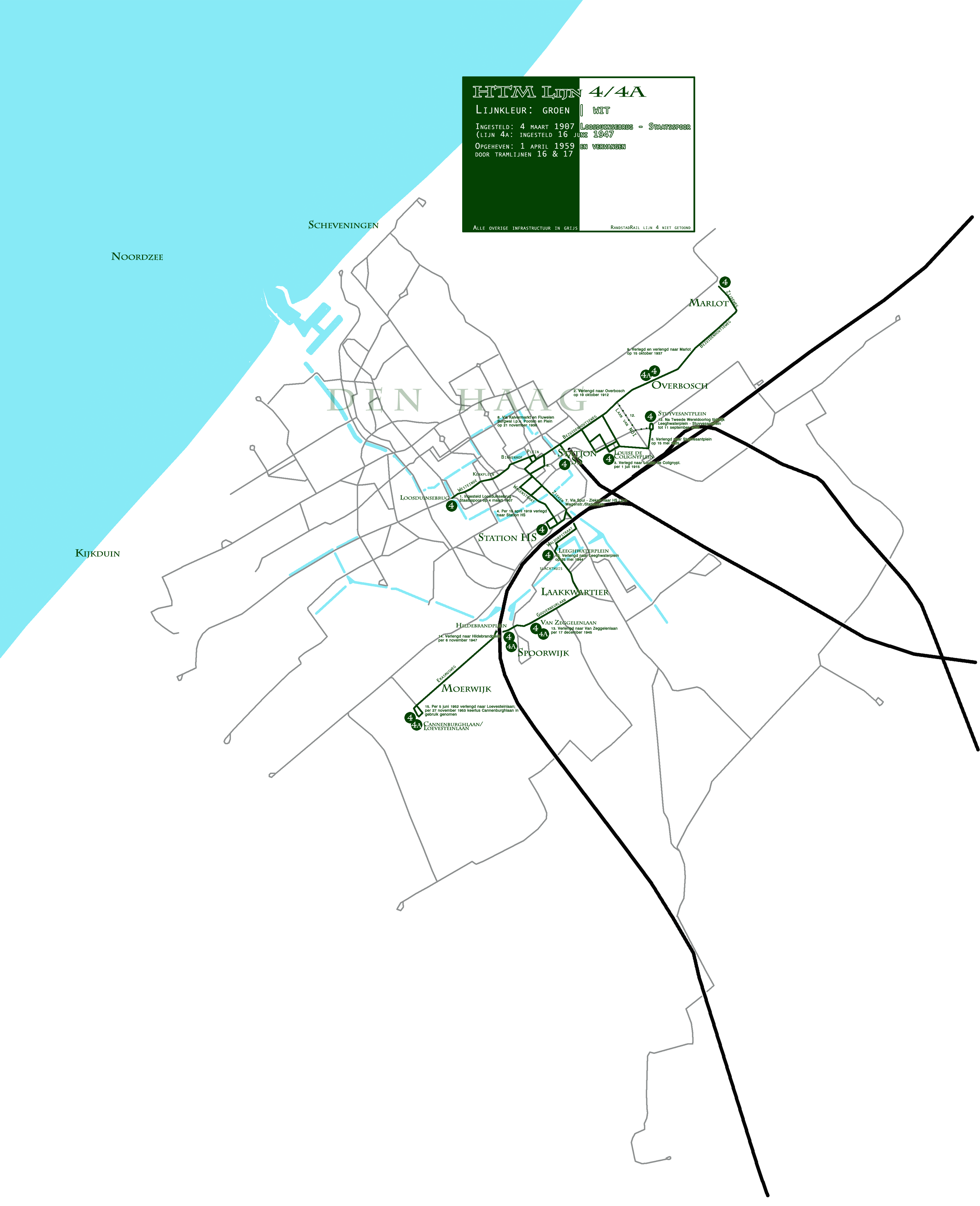
Kaart van de route van lijn 4 door de jaren heen. Zie ook lijn 16 en lijn 17

- 4 maart 1907: In het ontwerp-tramplan 1904 werd een voorgenomen lijn D vermeld op het traject Loosduinschebrug - Groenmarkt. In het goedgekeurde tramplan, waarin de lijncijfers waren gewijzigd in lijnnummers, kreeg deze lijn het nummer 4. Toen deze lijn in 1907 operationeel werd, ging hij het traject Loosduinschebrug – Staatsspoor bedienen. Het tracégedeelte Loosduinschebrug – Buitenhof werd overgenomen van paardentramlijn D, de rood/geel/rode lijn, die op dezelfde dag werd opgeheven. Het tracégedeelte Buitenhof – Staatsspoor was al geëlektrificeerd in gebruik bij lijn 3. De lijnkleur van lijn 4 was groen|wit.[1]
- 10 oktober 1912: Lijn 4 werd doorgetrokken naar het Bezuidenhout. Het eindpunt Staatsspoor werd verlegd naar de Bezuidenhoutseweg/De Moucheronstraat.
- 1 juli 1915: Het eindpunt Bezuidenhoutseweg/De Moucheronstraat werd verlegd naar het Louise de Colignyplein. Het trajectdeel over de Bezuidenhoutseweg werd gedeeltelijk overgenomen door lijn 3.
- 15 april 1919: Het eindpunt Loosduinsebrug werd verlegd naar het Hollands Spoor.
- 15 mei 1925: De route werd verlengd vanaf het Louise de Colignyplein naar het Stuyvesantplein. De in het tramplan 1927 genoemde verlenging via Rijswijkse weg naar de Van Musschenbroekstraat komt er niet.[1]
- 15 oktober 1937: De route dwars door het Bezuidenhout werd overgenomen door lijn 13. Lijn 4 reed vanaf deze datum over de Bezuidenhoutseweg naar de Leidschestraatweg (Marlot).

### 1944-1959
- 25 mei 1944: Het eindpunt Hollands Spoor werd verlegd naar het Leeghwaterplein
- 17 november 1944: De dienst op alle Haagse tramlijnen werd gestaakt vanwege energieschaarste.
- 12 juli 1945: Lijn 4 werd heropend op het traject Leeghwaterplein – Stuyvesantplein. In de daaropvolgende maanden werd in etappes het voormalige eindpunt aan de Leidschestraatweg weer in gebruik genomen.
- 17 december 1945: Het eindpunt Leeghwaterplein werd verlegd naar de Van Zeggelenlaan.
- 16 juni 1947: Lijn 4 werd versterkt met lijn "4A", die een ingekort traject bereed met als eindpunt in het Bezuidenhout de hoek Bezuidenhoutseweg/De Moucheronstraat, op de trams aangegeven als Overbos(ch).
- 6 november 1947: Het eindpunt Van Zeggelenlaan werd verlegd naar het Hildebrandplein.
- 5 juli 1952: Het eindpunt Hildebrandplein werd verlegd naar de Loevesteinlaan/Erasmusweg.
- 27 november 1953: De keerlus aan de Loevesteinlaan/Cannenburglaan werd in gebruik genomen.
- 1 april 1959: De lijnen 4 en 4A werden opgeheven. Het trajectdeel Cannenburglaan – Bezuidenhout werd overgenomen door de lijnen 16 en 17 die op die dag nieuw werden ingesteld. Het trajectdeel Hollands Spoor – Leidschestraatweg/Zijdelaan werd overgenomen door de op dezelfde dag nieuw ingestelde buslijn 4.

### Trivia
In 1925/1926 exploiteerde de HTM tweemaal ook een buslijn 4. Dat waren de eerste HTM-buslijnen in Den Haag. Blijkbaar vond de HTM dat niet verwarrend met tramlijn 4.